# Turtmannita
La turtmannita és un mineral de la classe dels fosfats, que pertany al grup de l'hematolita. Rep el nom de la vall de Turtmann, a Suïssa, on es troba la seva localitat tipus.

## Característiques
La turtmannita és un arsenat de fórmula química (Mn,Mg)22,5Mg3-3x((V5+,As5+)O₄)₃(As3+O₃)x(SiO₄)₃O5-5x(OH)20+x. Cristal·litza en el sistema trigonal.
Segons la classificació de Nickel-Strunz, la turtmannita pertany a «08.BE: Fosfats, etc. amb anions addicionals, sense H₂O, només amb cations de mida mitjana, (OH, etc.):RO₄ > 2:1» juntament amb els següents minerals: augelita, grattarolaïta, cornetita, clinoclasa, arhbarita, gilmarita, allactita, flinkita, raadeïta, argandita, clorofenicita, magnesioclorofenicita, gerdtremmelita, dixenita, hematolita, kraisslita, mcgovernita, arakiïta, carlfrancisita, synadelfita, holdenita, kolicita, sabel·liïta, jarosewichita, theisita, coparsita i waterhouseïta.

## Formació i jaciments
Va ser descoberta a la glacera Pipji, a Pipjitälli, al cantó de Valais, Suïssa. Es tracta de l'únic indret de tot el planeta on ha estat descrita aquesta espècie mineral.